# J Dilla
James Dewitt Yancey, mer känd under sina artistnamn J Dilla och Jay Dee, född 7 februari 1974 i Detroit i Michigan, död 10 februari 2006 i Los Angeles i Kalifornien, var en amerikansk hiphopproducent och rappare. Han var en av det sena 1990-talets och tidiga 2000-talets mest hyllade hiphopproducenter. Han blev känd i slutet av 1990-talet för sina produktioner åt artister som Common, D'Angelo, Q-Tip, The Pharcyde och sin egen grupp Slum Village. Hans mest hyllade soloalbum är Donuts, som han slutförde i sin sjuksäng endast tre dagar före sin död.

## Biografi
J Dilla var medlem av The Ummah (som gjorde beats till A Tribe Called Quest) och The Soulquarians tillsammans med James Poyser och Questlove, den senare från hiphopgruppen The Roots.
2002 bildade han gruppen Jaylib tillsammans med rapparen och producenten Madlib.
7 februari 2006, samma dag som han fyllde 32 år, släppte han sitt soloalbum Donuts på Stones Throw Records. Tre dagar senare avled han av hjärtstillestånd efter en sjukdomsperiod i trombotisk trombocytopen purpura och möjligen även systemisk lupus erythematosus.
Senare samma år släpptes skivan The Shining på skivbolaget BBE, samma bolag som släppte hans solodebut Welcome 2 Detroit.

## Diskografi

### Solo
- 2001 – Welcome 2 Detroit (som Jay Dee)
- 2003 – Ruff Draft (som Jay Dee)
- 2006 – Donuts (som J Dilla)
- 2006 – The Shining (postumt, som J Dilla)
- 2006 – Jay Love Japan (postumt, som J Dilla)